# Grentzingen
Grentzingen (en alsacià Granzínge) és un municipi francès, situat a la regió del Gran Est, al departament de l'Alt Rin. L'any 2005 tenia 550 habitants.

## Demografia
| 1962 | 1968 | 1975 | 1982 | 1990 | 1999 |
| ---- | ---- | ---- | ---- | ---- | ---- |
| 507  | 512  | 497  | 501  | 515  | 529  |

## Administració
| Període   | Identitat          | Partit |
| --------- | ------------------ | ------ |
| 2001-2008 | Martin Mecker      |        |
| 2008-     | Jean-Claude Mengis |        |